# Awaryjne wodowanie lotu Garuda Indonesia 421
Awaryjne wodowanie lotu Garuda Indonesia 421 – wypadek lotniczy, który zdarzył się 16 stycznia 2002 roku, kiedy Boeing 737-3Q8 narodowych linii lotniczych Indonezji – Garuda, z powodu awarii obu silników zmuszony był wodować na rzece Solo na wyspie Jawa w Indonezji. Spośród 60 osób na pokładzie zginęła 1 stewardesa.

## Samolot
Samolotem, który obsługiwał lot 421 był Boeing 737-3Q8 linii Garuda Indonesia, z numerami rejestracyjnymi PK-GWA.

## Przebieg wypadku
Samolot leciał na trasie z Mataram do Yogyakarty. Kiedy maszyna miała rozpocząć zniżanie do lądowania, na radarze pogodowym pojawiła się silna burza. Piloci zamierzali przelecieć przez przesmyk między burzą. Wkrótce po wleceniu w przesmyk, obraz radaru pogodowego zmienił się, pokazując, że w tym właśnie miejscu burza jest najsilniejsza. Na wysokości 18 000 stóp gasną oba silniki. Piloci próbowali je zrestartować za pomocą APU, jednak bezskutecznie. Ze względu na to, że samolot nie doleciałby bez silników do żadnego lotniska, załoga została zmuszona posadzić maszynę poza lotniskiem. Na początku zamierzali wylądować na polu ryżowym, lecz szybko odrzucili tę możliwość, gdyż mogłoby to się skończyć rozpadnięciem się kadłuba na kilka części. Piloci zdecydowali się na wodowanie na rzece Solo, jednak przed nimi na rzece stał most z betonowymi podporami. Załoga postanowiła zatoczyć krąg i posadzić samolot tam, gdzie nie było mostów, ale po zatoczeniu kręgu zobaczyli kolejny. Kapitan zamierzał wylądować pomiędzy dwoma mostami. W wyniku gwałtownego zetknięcia z powierzchnią wody, zginęła jedna ze stewardes.

## Przyczyny
Wypadek został zbadany przez Narodową Komisję Bezpieczeństwa Transportu Indonezji (NTSC). Doszli oni do wniosku, że przyczyną zgaśnięcia obu silników było wpadnięcie deszczu i gradu do wnętrza silnika. Okazało się, że projekt Boeinga 737-300 przewidział, że do silnika nie dostanie się więcej niż 9 gramów lodu na metr sześcienny, lecz w przypadku lotu 421 do wnętrza silnika dostało się 2 razy więcej (18 gramów na metr sześcienny). Dochodzenie wykazało również, że kule gradu były tak duże, że gdy zbombardowały dziób samolotu, włączył się alarm o bliskości ziemi (wtedy samolot leciał na wysokości 5500 metrów). Prawdopodobnie kule gradu były tak duże, że czujniki wykryły pod samolotem coś o gęstości ziemi.

## Filmografia
Katastrofę lotu Garuda 421 udokumentowano w 8 odcinku 16 sezonu serialu Katastrofa W Przestworzach pod tytułem Lądowanie w rzece.